# Хижинцы (Винницкая область)
Хижинцы (укр. Хижинці) — село в Винницком районе Винницкой области Украины.
Код КОАТУУ — 0520684909. Население по переписи 2001 года составляет 1249 человек. Почтовый индекс — 23209. Телефонный код — 432.
Занимает площадь 1,893 км².
В селе действует храм Рождества Пресвятой Богородицы Винницкого районного благочиния Винницкой епархии Украинской православной церкви.

## Адрес местного совета
23208, Винницкая область, Винницкий р-н, с.Парпуровцы, ул.Шевченко, 50а